# Friedrich Georg Christoph Alefeld
Friedrich Georg Christoph Alefeld (Gräfenhausen, 21 oktober 1820 - Ober-Ramstadt, 28 april 1872) was een Duits botanicus, auteur en arts uit de 19de eeuw.
Hij beschreef vele plantensoorten in zijn publicaties, met een bijzondere interesse voor peulvruchten en planten uit de kaasjeskruidfamilie. Hij was ook een medisch onderbouwd wetenschapper, die in zijn boeken vaak uitleg gaf over de geneeskrachtigheid van bepaalde planten. Enkele van zijn werken worden nu nog gebruikt bij de studie van de plantkunde.
- Author citation (botany): Alef.
- Gemeinsame Normdatei: 11628465X
- International Standard Name Identifier: 0000 0000 1336 6838
- Nationale Bibliotheek van Israël: 987007307252505171
- Nederlandse Thesaurus van Auteursnamen: 067676812
- Système universitaire de documentation: 191473189
- Museum of New Zealand Te Papa Tongarewa: 68997
- Virtual International Authority File: 15515931
- WorldCat: E39PBJbtwqkmqMphxdfTqpk7HC